# 隆昌市
隆昌市是中国四川省的县级市，由内江市代管，位于四川盆地南部，面积794平方公里，总人口约76万，辖12镇4乡，市政府驻金鹅镇。
隆昌建县于明朝隆庆元年，地处四川盆地南部，处在中国经济增长地成渝经济带中经济较为发达的区域，气候温和，雨量充沛，属典型丘陵地貌，自古以来“北接秦陇、南通滇海、西驰叙马、东达荆襄，以弹丸之地而当六路之冲”，被誉为“川南门户”，重庆直辖后，隆昌即成为 “川渝合作的桥头堡”。全县幅员面积794平方公里，辖17个镇2个街道办事处1个省级经济技术开发区，共有354个行政村和59个社区，总人口78万。
2017年4月经国务院批准，撤销隆昌县，设立县级隆昌市。

## 市域
地跨北纬29度11秒，东经105度02秒至105度26秒。东临重庆市荣昌区，南界泸县，西接富顺县，北连内江市东兴区。
市域从隆昌建县至今无大的变动。市境幅员大致为：东西约距90里，南北约距90里。

## 政治

### 现任领导
| 机构     | · 中国共产党 · 隆昌市委员会 · 书记 | 隆昌市人民代表大会 常务委员会 主任 | 隆昌市人民政府 市长 | · 中国人民政治协商会议 · 隆昌市委员会 · 主席 |
| -------- | ---------------------------------- | ---------------------------------- | ------------------- | -------------------------------------------- |
| 姓名     | 尹忠                               | 李萍                               | 蒋学飞              | 谢守涛                                       |
| 民族     | 汉族                               |                                    |                     |                                              |
| 籍贯     | 四川省内江市资中县                 |                                    |                     |                                              |
| 出生日期 | 1968年3月（57歲）                  |                                    |                     |                                              |
| 就任日期 | 2017年8月                          |                                    |                     |                                              |

### 行政区划
隆昌市下辖2个街道办事处、11个镇：
古湖街道、金鹅街道、响石镇、圣灯镇、黄家镇、双凤镇、龙市镇、界市镇、石碾镇、石燕桥镇、胡家镇、云顶镇和普润镇。

## 交通
- 成渝铁路
- 隆泸铁路
- 成渝高铁
- 成渝高速公路
- 隆纳高速公路
- 321国道、 348国道

## 教育
- 川南幼儿师范高等专科学校
- 隆昌一中
- 隆昌二中
- 隆昌七中
- 隆昌市知行中学

## 旅游
- 古宇湖风景名胜区：国家AAAA级风景名胜区。由孔子公园、古宇湖景区、云顶风景区和圣灯山景区四组风景名胜襟连而成，合称“一城一湖两架山”。主要景点：川南明珠古宇湖，石化圣地圣灯山，梦幻奇峰云顶山。
- 隆昌南北关石牌坊群，现存石牌坊近20座，主要建造于明清时期，现为全国重点文物保护单位。
- 大佛坎风景旅游区：县级风景旅游区。位于市内李市镇锁石村，主要景点有大佛、壁刻、五举洞和尚书墓。
- 黑水凼风景旅游区：县级风景旅游区。主要景观有黑水印月和观音岩佛像群。
- 云顶寨风景旅游区：是隆昌最具特色的旅游资源，在四川乃至西南都具有唯一性。云顶寨具有独特的建筑文化。

PS：隆昌如今主要景点变更为“三古”。 三古分别为古宇湖、云顶古寨、古牌坊。

## 资源
- 隆昌位于新华夏系构造带四川沉降带中部，属川东褶皱带向西南延伸的尾部。境内构造形迹较少，仅有三条背斜和一个向斜，即螺观山背斜、圣灯山背斜、黄家场背斜及背斜之间开阔平缓的向斜。出露地层均为沉积岩。主要为距今2.25亿年至0.7亿年的中生代陆相碎屑岩类地层；少量为距今250万年的新生代第上系河流相松散堆积层。陆相碎屑岩主要为中生代时期，距今1.8亿年至1.3亿年的侏罗系地层；其次为三迭系上统须家河组地层。目前，已发现的矿产资源有煤炭、天然气、石英砂矿、石灰石矿、砂岩矿、页岩矿、陶土、粘土矿等十几种矿产。已探明储量有天然气、煤炭，已开发利用的有石英砂、石灰石矿、砂岩、页岩、陶土、粘土等矿产资源。天然气和煤炭年产量分别为2.91亿立方米和50万吨，石灰石矿年产量70万吨，石英砂矿等其他矿种，也形成了相当规模。
- 隆昌县林业用地面积10628公顷，占幅员面积13.38％，其中：有林地面积10220.1公顷，疏林地面积39.9公顷；未成林地面积84.3公顷，无林地面积281.4公顷，苗圃地面积2.3公顷。主要树种有香樟、马尾松、美国松、杉木、柏木、桉树、栎类。非林业用地中“四旁”树占地面积3371.1公顷，主要树种有桉树、千丈、川柏等。全县活立木总蓄积357787.2立方米，森林覆盖率达17.1％。全县共有经济林2.2公顷，经济林面积1450.7公顷。全县共有经济林2011万株，主要有柑桔、梨、桃、油茶、桑 等品种。竹资源7066万株，主要为慈竹、黄竹和楠竹。
- 野生动物资源有黄鼠狼、野猫、布鹆鸟、白鹤、野兔、野鸭、蛇、鸟等种类，有17种属国家重点保护的野生动物或例入有科研价值和有益的野生动物。
- 兰花“隆昌素”，是一种名贵花卉植物，为赏兰之人所珍爱，当地养兰草已然是一种历史习俗和风气。1961年，隆昌兰花为喜兰的朱德所赞，从此名声大震。
- 隆昌夏布，一种传统麻编工艺生产的布料。中国地理标志产品。用优质隆昌苎麻制成。
- 隆昌豆杆、隆昌土陶、隆昌酱油：中国地理标志产品。